# Elizabeth Gertrude Britton
Elizabeth Gertrude Britton, född Knight den 9 januari 1857 i New York, död den 25 februari 1934 i Bronx i New York, var en amerikansk bryolog. Hon och maken Nathaniel Lord Britton spelade viktiga roller i insamlandet till och bildandet av New York Botanical Garden.

## Privatliv
Elizabeth Gertrude Britton tillbringade sin barndom i Matanzas i Kuba och New York. Hon examinerades från Hunter College 1875 och gifte sig med Nathaniel Lord Britton den 27 augusti 1885.

## Vetenskaplig karriär
Paret reste till Kew Gardens 1888, vilket födde hennes tankar på en liknande trädgård i New York. Hon specialiserade sig tidigt i bryologi och blev senare hederskurator för mossor vid Botaniska trädgården i New York och bildade Sullivant Moss Society, som senare blev American Bryological and Lichenological Society. 1902 grundade Britton Wildflower Preservation Society of America.
Elizabeth Gertrude Britton publicerade mer än 350 rapporter. Mossarten Bryobrittonia (Långskaftad klockmossa) är uppkallad efter henne, liksom mossan Thelypteris brittonae och orkidén Ponthieva brittonae.
Auktorsnamnet E.Britton kan användas för Elizabeth Gertrude Britton i samband med ett vetenskapligt namn inom botaniken; se Wikipediaartiklar som länkar till auktorsnamnet.